# Samuel Birdsall

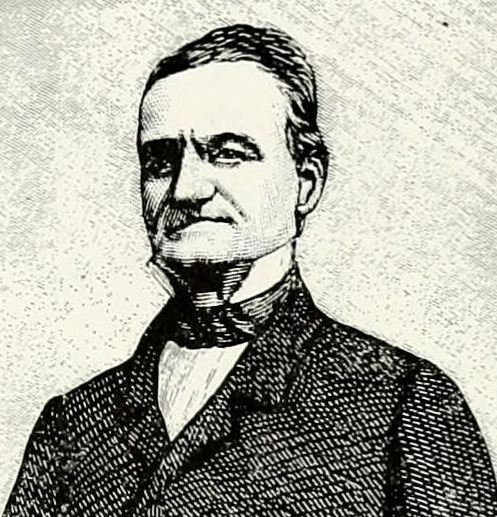
Samuel Birdsall

Samuel Birdsall (* 14. Mai 1791 in Hillsdale, New York; † 8. Februar 1872 in Waterloo, New York) war ein US-amerikanischer Jurist und Politiker. Zwischen 1837 und 1839 vertrat er den Bundesstaat New York im US-Repräsentantenhaus.

## Werdegang
Samuel Birdsall wurde ungefähr acht Jahre nach dem Ende des Unabhängigkeitskrieges im Columbia County geboren. Er besuchte dort Gemeinschaftsschulen. Danach studierte er Jura in der Kanzlei von Martin Van Buren. Nach dem Erhalt seiner Zulassung als Anwalt 1812 begann er in Cooperstown zu praktizieren. Im selben Jahr brach der Britisch-Amerikanische Krieg aus. 1815 war er Master am New York Court of Chancery. Er zog 1817 nach Waterloo. 1819 diente er in der Judge Advocate Division, wo er den Dienstgrad eines Colonel bekleidete. Er war 1823 Counselor am New York Supreme Court und Solicitor an der Chancery. 1827 wurde er Vormundschafts- und Nachlassrichter im Seneca County – ein Posten, den er bis 1837 innehatte. Während dieser Zeit war er 1832 Bank Commissioner. Politisch gehörte er der Demokratischen Partei an.
Bei den Kongresswahlen des Jahres 1836 für den 25. Kongress wurde Birdsall im 25. Wahlbezirk von New York in das US-Repräsentantenhaus in Washington, D.C. gewählt, wo er am 4. März 1837 die Nachfolge von Graham H. Chapin antrat. Da er auf eine erneute Kandidatur 1838 verzichtete, schied er nach dem 3. März 1839 aus dem Kongress aus.
1838 erhielt er eine Zulassung am United States Supreme Court zu praktizieren. Er war 1846 Bezirksstaatsanwalt (district attorney) im Seneca County. 1853 wurde er Postmeister in Waterloo – ein Posten, den er bis 1863 bekleidete. Er verstarb dort am 8. Februar 1872 und wurde dann auf dem Maple Grove Cemetery beigesetzt.